# Twenterand
Twenterand  è un comune olandese situato nella provincia di Overijssel.
È stato costituito il 1º luglio 2002 dall'unione dei comuni di Vriezenveen e Den Ham.